# Варница (станица)
Варница је једна од три сачуване сигналне станице, изграђена 1953. године на десној обали Дунава, на низводном крају Дубовског залива у Казану, између станица Пена и Мраконија.
Заједно са станицом Врбица чинила је систем управљања пловидбом у Казанима. Била је претворена у ресторан на Ђердапској магистрали са понтонском терасом и уређеном скакаоницом за купаче на којој су се организовала такмичења у скоковима у води.